# Campanulina paucilaminosa
Campanulina paucilaminosa är en nässeldjursart som beskrevs av Armand Eugène Billard 1940. Campanulina paucilaminosa ingår i släktet Campanulina och familjen Campanulinidae. Inga underarter finns listade i Catalogue of Life.